# Tutmozis I.
Tutmozis I. (ime znači Thoth je rođen) bio je treći faraon 18. dinastije Drevnog Egipta. Na prijestolje je stupio nakon smrti prethodnog kralja Amenhotepa I. Za vrijeme svoje vladavine je vodio vojne pohode duboko u Levantu i Nubiji, širivši granice Egipta dalje od svih svojih prethodnika. Također je sagradio mnoge hramove u Egiptu i iskopao grob u Dolini Kraljeva; on je prvi faraon koji je to učinio (iako je u tome mogao prethoditi Amenhotep I.). Naslijedio ga je sin Tutmozis II., kojeg je naslijedila njegova žena i polusestra, kći Tutmozisa I., Hatšepsut. Njegova vladavina se obično stavlja u razdoblje između 1506. i 1493. pr. Kr.